# Eucardio Momigliano
Eucardio Momigliano (Monesiglio, 18 ottobre 1888 – Milano, 16 luglio 1970) è stato un giornalista, politico e storico italiano.

## Biografia
Era di famiglia ebraica e parente di Arnaldo Momigliano. Laureato in Giurisprudenza a Milano, esordiva appena ventenne nel giornalismo milanese collaborando alla rivista La vita internazionale. Il 4 giugno 1914 fu iniziato in Massoneria nella Loggia "Giovan Battista Prandina" di Milano e nel dopoguerra fu Consigliere dell'Ordine del Grande Oriente d'Italia. Finita la prima guerra mondiale Momigliano, sansepolcrista ebreo, si staccò dal fascismo quasi subito, fondando l'Unione Democratica Antifascista. Lottò dalla colonne del Corriere della Sera contro i primi provvedimenti liberticidi del fascismo e si pose apertamente contro la dittatura quando Mussolini abolì le libertà di stampa. Perseguitato dal regime, fu imprigionato per sei mesi (fine giugno-fine dicembre 1940) nel campo di internamento di Urbisaglia. Fu prosciolto il 27 dicembre del 1940. 
Dopo la liberazione divenne uno dei dirigenti del Partito della Democrazia del Lavoro. Collaborò attivamente a parecchi giornali e riviste. Fu commissario della Fondazione  Il Vittoriale degli Italiani.
Nel breve saggio La discriminazione ovvero il mercato delle indulgenze pubblicato nel 1946 riportò la sua testimonianza di come la campagna antisemita fascista fosse "un grande affare" per i corrotti organi del partito.

## Opere
- Francesco Bernardi, mercante genovese e amico di Cromwell, Genova, Fratelli Pagano, 1928.
- Cromwell, Milano, Cogliati, 1929. - Mondadori, 1945
- Elisabetta d'Inghilterra, Milano, Cogliati, 1931.
- Anna Bolena, Milano, Mondadori, 1931. - Corbaccio, 1933; Mondadori, 1945; Dall'Oglio, 1958.
- Federico II di Svevia, Milano, Cogliati, 1932. - Mondadori, Milano 1948; col titolo Il sogno di Federico Barbarossa e il tramonto della grandezza imperiale, Bologna, Res Gestae, 2018, ISBN 978-88-6697-228-0.
- Tre tribuni. Jacques Artevelde, Étienne Marcel, Cola di Rienzo, Milano, Corbaccio, 1935.
- Federico Barbarossa, Milano, Corbaccio, 1938. - Dall'Oglio, Milano, 1953.
- Storia tragica e grottesca del razzismo fascista, Milano, Mondadori, 1946.
- Due anni di alleanza: Stalin, Hitler, Mussolini, Roma-Milano, Centro Editoriale dell'Osservanza, 1962.
- Manfredi, Milano, Dall'Oglio, 1963.
- Gli Svevi, Milano, Dall'Oglio, 1968.

### Curatele
- Tutte le Encicliche dei Sommi Pontefici, raccolte e annotate da E. Momigliano, 1940-1964.

### Traduzioni
- Georges Rodenbach, Bruges la morta, Milano, Facchi, 1920. [edizione ridotta per il teatro]